# Estrella Roja
Estrella Roja är en ort i Mexiko.   Den ligger i kommunen Venustiano Carranza och delstaten Puebla, i den sydöstra delen av landet, 190 km nordost om huvudstaden Mexico City. Estrella Roja ligger 330 meter över havet och antalet invånare är 559.
Terrängen runt Estrella Roja är huvudsakligen lite kuperad. Estrella Roja ligger uppe på en höjd. Runt Estrella Roja är det ganska tätbefolkat, med 65 invånare per kvadratkilometer. Närmaste större samhälle är Venustiano Carranza, 7,6 km norr om Estrella Roja. Omgivningarna runt Estrella Roja är en mosaik av jordbruksmark och naturlig växtlighet.